# Itoplectis phoenogaster
Itoplectis phoenogaster là một loài tò vò trong họ Ichneumonidae.